# Дубки (Самарская область)
Дубки — посёлок в Красноярском районе Самарской области. Наименьший населённый пункт в составе городского поселения Новосемейкино.

## История
В 1973 г. Указом Президиума ВС РСФСР поселок подсобного хозяйства больницы переименован в Дубки.

## Население
| 2010 |
| ---- |
| 178  |